# Belle River (film)
Pour les articles homonymes, voir Belle River.
Pour plus de détails, voir Fiche technique et Distribution.
Belle River est un court métrage documentaire canadien de 2022 réalisé par Guillaume Fournier, Samuel Matteau et Yannick Nolin. Il est le troisième film d'une trilogie sur la culture cajun en Louisiane après les films Laissez les bon temps rouler en 2017 et Acadiana en 2019.

## Synopsis
La communauté de Pierre Part, en Louisiane, est menacé d'être inondée pendant les inondations du fleuve Mississippi en 2019 (en) par l'ouverture des vannes du déversoir de Morganza (en) pour sauver les villes de la Nouvelle-Orléans et de Baton Rouge.

## Fiche technique
- Titre : Belle River
- Scénario : Guillaume Fournier, Samuel Matteau et Yannick Nolin.
- Direction de la photographie : Yannick Nolin
- Montage : Guillaume Fournier, Samuel Matteau, Yannick Nolin
- Prise de son : Mathieu Grégoire
- Mixage : Jean-Paul Vialard
- Conception sonore : Mathieu Grégoire
- Musique : The Lost Bayou Ramblers
- Interprètes : Madame et Monsieur Daigle, Anne-Marie Cavalier
- Production : Jean-Pierre Vézina / Kinomada
- Distribué par : Spira (coopérative de cinéma)

## Prix et distinctions
Le film a été présenté en première au Festival du court métrage de Clermont-Ferrand 2022. Il a eu sa première nord-américaine à South by Southwest, et a ensuite été projeté au Festival international canadien du documentaire Hot Docs et au Festival de film documentaire DOXA (en).
Le film a été nommé parmi les dix meilleurs films canadiens (en) par le Festival international du film de Toronto pour 2022. Belle River a aussi été à l'affiche du festival Plein(s) Écran(s)  en 2023.